# Trichechus pygmaeus
Trichechus pygmaeus är en kortväxt art av manater som förekommer i Amazonområdet. Djuret var en tid känd från obekräftade berättelser och 2015 var det möjligt att beskriva arten vetenskaplig. Artepitet i det vetenskapliga namnet är latin och betyder liten eller dvärgliknande.
Två uppmätta exemplar av hankön var med stjärtfena 130 cm långa och bålens omfång är 90 cm. Djuret väger cirka 60 kg. Artens hud har en svart färg förutom en vit fläck på buken som liknar en vattendroppe i formen. Den runda delen av droppen hade hos en individ en diameter av 26 cm och fläckens längsta utsträckning var 52 cm. Styva hår finns främst kring munnen och några glest fördelade borstar finns på andra kroppsdelar. Enligt regionens lokalbefolkning har även honor en vit fläck.
Arten är känd från låglandet vid floden Rio Arauazinho som är en 120 km lång vänster biflod till Rio Aripuanã. Kanske når den över kanaler fram till korvsjöar som tillhör Rio Mariepauá.
Denna manat äter vattenväxter som Eleocharis minima (ett halvgräs) och arter av släktet Thurnia.  Den har växternas blad och rötter som föda. Vattnet i utbredningsområdet är klart och inte grumlig som i de stora floderna. Före regntiden vandrar arten uppströms och undviker det dyiga vattnet från Rio Aripuanã som når Rio Arauazinhos nedre delar. Vid behov kan manaten stanna upp till tre minuter under vattenytan innan den behöver andas. Djuret simmar ofta tillsammans med mindre stim av fisken Semaprochilodus insignis. Troligtvis upptäcks fiender lättare av hela gruppen.
Zoologerna som beskrev arten uppskattar att det finns omkring 100 exemplar. De är särskilt känsliga för förändringar.